# Jacques Rossi
Jacques François Rossi (ur. 10 października 1909 we Wrocławiu, zm. 30 czerwca 2004 w Paryżu) – francusko-polski językoznawca, poliglota, pisarz tematyki łagrowej, leksykograf mowy gułagu.

## Życie
Urodził się jako Franciszek Ksawery Heyman i był według metryki młodszym synem Martina (Marcina) Heymana (architekta i pierwszego starosty powiatu rypińskiego) i Leontine Charlotte z d. Goyet (ur. 1877 w Bourg-en-Bresse, zm. 1920), Francuzki, byłej guwernantki w domu Heymanów. Był bratem Piotra Heymana i Sylwii Mamroth. Według komentarzy w swojej książce był pasierbem Marcina Heymana. W sierpniu 1962 roku zmienił w Polsce nazwisko z Franciszek Ksawery Heyman na Jacek Franciszek Rossi. W akcie naturalizacji francuskiej, w sierpniu 1990 roku, przyjął nazwisko Jacques Francois Rossi.
Wczesne lata spędził we Francji, a następnie mieszkał w Warszawie. W młodości miał angielską guwernantkę. W wieku 17 (1926) lat został członkiem Komunistycznej Partii Polski, a następnie członkiem Międzynarodówki Komunistycznej. W 1937 roku został zawezwany do Moskwy, gdzie został aresztowany. Spędził 19 lat w obozach w Związku Radzieckim, głównie na Syberii. Wyszedł z obozów w 1956 roku, ale przez kilka lat nie dostawał zgody na opuszczenie Rosji. W 1961 roku wrócił na wezwanie brata Piotra Heymana do Polski. Od 1964 do 30 września 1977 roku pracował na Wydziale Filologii Obcych na Uniwersytecie Warszawskim, gdzie prowadził wykłady m.in. z wiadomości o życiu współczesnym francuskiego obszaru językowego,
i mieszkał w tym czasie na Mokotowie (ul. Kielecka 34) w Warszawie. W 1977 wyjechał na rok do Tokio, a w 1979 wyjechał z Polski. W 1985 zamieszkał we Francji. 9 sierpnia 1990 roku przyjął obywatelstwo francuskie i zmienił imiona z Franciszek Ksawery Rossi na Jacques Francois Rossi. We Francji był znany jako Jacques Rossi. W 1992 uczestniczył w międzynarodowym kongresie w Moskwie dotyczącym ruchu oporu w łagrach. W 1992 był też w Polsce. Został pochowany w Paryżu 2 lipca 2004. 

## Twórczość
Opublikował książki poświęcone systemowi obozów pracy przymusowej - gułag. Jego największym dziełem jest Encyklopedia i słownik mowy Gułagu wydana w oryginale po rosyjsku (1987) i przetłumaczona na francuski (1997), angielski (1989)
, japoński (1996), czeski (1999) i włoski (2006). Pierwszy tom opowiadań Fragments de Vies (Fragmenty ludzkich biografii) był wydany we Francji w 1995 roku i jest złożony z 55 krótkich opowiadań. Był wznowiony w tomie Qu'elle etait belle cette Utopie!

został uzupełniony o dodatkowe 27 opowiadań. Pod koniec życia wyszła biograficzna książka napisana przez profesorkę literatury francuskiej Michèle Sarde Jacques, le Français: pour mémoire du Goulag, która m.in. nagrała taśmy z jego wywiadami. 
7 października 2003 przedstawiono w Bibliotece Narodowej w Warszawie Polsce film dokumentalny Georga Mourier pod tytułem Tricher? (Oszustwa?) o Jacku Rossim.

## Życiorys
- Gorzkowska-Rossi, Regina, Pour Memoire du Goulag Rossiego po Polsku, Odra (miesięcznik), 7-8, lipiec-sierpień, 2003, w dziale Listy i Świadectwa, str. 67.
- Pike, D. W. David Rousset and Jacques Rossi Two important onlookers on the European stage of 1936-1937, GUERRES MONDIALES ET CONFLITS CONTEMPORAINS (190): 143-146, czerwiec 1998.
- Kauffer R., Rossi J., Twenty-five years in the gulag: Interview with Jacques Rossi, Historia (614): 84-84, luty 1998.
- Chauvin, J. R. i Rossi, J., Interview with Rossi, Jacques on his 24 years in the Gulag, Quinzaine Litteraire, (611): 23-25, listopad 1 1992.